# The Very Best of Geordie - The Original Versions
The Very Best of Geordie - The Original Versions è un album raccolta in CD dei Geordie, il primo gruppo di Brian Johnson, prima che diventasse il cantante degli AC/DC.
Il CD è stato pubblicato nel 2009 dalla casa discografica Spectre Records / Universal.

## Tracce
1. Electric lady (Malcolm)
2. Black cat woman (Malcolm)
3. Can you do it (Malcolm)
4. Don't do that (Malcolm)
5. Ain't it just like a woman (Malcolm)
6. She's a lady (Hill - Johnson - Gibson - Bennison)
7. Give you till monday (Malcolm)
8. Keep on rocking (Malcolm)
9. Hope you like it (Malcolm)
10. Natural born loser (Malcolm)
11. Fire queen (Malcolm)
12. Ten feet tall (Malcolm)
13. She's a teaser (Malcolm - D'Ambrosia)
14. Got to know (Malcolm - Johnson)
15. Mama's gonna take you home (Huxley - Birnbach) (cover dai Jericho)
16. Ride on baby (Geordie)
17. All because of you (Malcolm)
18. House of the rising sun (brano tradizionale americano, riarrangiato dai Geordie)
19. Goodbye love (Alterman - Green)
20. Geordie's lost his liggie (brano tradizionale britannico, riarrangiato dai Geordie)

## Formazione
- Brian Johnson (voce)
- Vic Malcolm (chitarra)
- Tom Hill (basso)
- Brian Gibson (batteria)